# Five Red Herrings
Five Red Herrings (in het Nederlands verschenen onder de titel De vijf dwaalwegen) is een detectiveroman van de Engelse schrijfster Dorothy L. Sayers uit 1931. Het is het zesde boek in een serie van elf romans rond de aristocratische amateurdetective Lord Peter Wimsey.

## Titel
De Engelstalige titel van het boek bevat de ook wel in het Nederlands gebezigde term red herring. Het gaat dan om een onder andere in de misdaadliteratuur en -films toegepaste methode om de lezers of kijkers op een dwaalspoor te brengen. In het onderhavige verhaal zijn er zes mogelijke verdachten, die alle wel een reden hebben om de misdaad te begaan. Vijf ervan zijn dus de red herrings.

## Korte inhoud
Peter Wimsey reist af, in het gezelschap van zijn bediende Bunter, om een visvakantie door te brengen in Galloway, in het zuidwesten van Schotland. Deze streek herbergt, vanwege de aansprekende natuur, een bovengemiddeld aantal landschapsschilders. Een opvallende figuur in dat gezelschap is Sandy Campbell, een getalenteerd schilder, maar ook een ruziezoeker die met veel mensen in de clinch ligt, vooral als hij gedronken heeft. Met elk van zijn collega-schilders is hij al meer dan eens in aanvaring gekomen.
Tijdens een vistocht ontdekt Bunter, die zelf een niet onverdienstelijk schilder blijkt, iets merkwaardigs. Als zij op onderzoek uitgaan ontdekken zij het lijk van Campbell in het water. Een half afgewerkt schilderij ligt op de oever. Een ongeluk ligt voor de hand, maar Lord Peter heeft bij nader inzien zijn bedenkingen omdat hij iets lijkt te ontdekken wat niet klopt. Hij maakt zijn vermoedens duidelijk aan de plaatselijke politie, die enigszins sceptisch reageert op de bemoeienissen van Wimsey. Deze is echter overtuigd van zijn zaak en besluit zijn onderzoek voort te zetten. Er zijn duidelijk zes mogelijke verdachten en hij acht het zijn taak om de verdenking van de waarschijnlijk vijf onschuldigen af te wentelen. Het geval is nogal ingewikkeld, want alle betrokkenen hebben wel iets verdachts, leggen tegenstrijdige verklaringen af of verschaffen onduidelijke alibi's. Ook is het niet onmogelijk dat er meerdere verdachten als mededader of handlanger bij de kwestie betrokken zijn.
Als resultaat van alle ondervragingen stelt Lord Peter uiteindelijk een reconstructie van de hele zaak voor om zijn theorie te toetsen. De langdurige reconstructie, in aanwezigheid van de vermoedelijke dader, leidt ertoe dat deze zijn schuld wel moet bekennen. Gezien de feiten en het onmogelijke karakter van Campbell, luidt het oordeel niet 'moord met voorbedachten rade', maar doodslag, hetgeen een mildere straf oplevert.

## Filmbewerking
Five Red Herrings werd in 1975 bewerkt voor een film in het kader van een televisieserie naar de werken van Dorothy Sayers. De rol van Lord Peter werd vertolkt door Ian Carmichael.